# بيرسي بوش
بيرسي بوش (23 يونيو 1879 في المملكة المتحدة - 19 مايو 1955 في المملكة المتحدة) (بالإنجليزية: Percy Bush)‏ هو لاعب كريكت بريطاني (وحمل سابقاً جنسية المملكة المتحدة لبريطانيا العظمى وأيرلندا) في مركز رامي متوسط ‏. شارك مع بريتش أند أيرش ليونز ‏. أما مع النوادي، فقد لعب مع لندن ولش ‏ وGlamorgan County RFC ‏ وStade Nantais ‏ ومنتخب ويلز الوطني لاتحاد الرغبي ونادي الرغبي في كارديف ‏.

## وصلات خارجية
- بيرسي بوش عل موقع إسبنسكروم (الإنجليزية)